# Theater des Westens
Il Theater des Westens ("Teatro dell'ovest") è un teatro di Berlino, sito nel quartiere di Charlottenburg.

## Architettura
Il teatro venne ultimato nel 1896, su progetto di Bernhard Sehring. La facciata del teatro fonde elementi neoclassici con elementi Art Nouveau e elementi di stile palladiano. L'interno del teatro è in stile neobarocco, mentre il retro e il palco sono stati ricostruiti in stile neogotico.

## Rappresentazioni
Il teatro già dai suoi esordi si è indirizzato verso la rappresentazione di generi di teatro più leggeri, quali l'operetta e il vaudeville. A questo tipo di rappresentazioni, ben presto si sono aggiunti anche i musical. In questo teatro si sono esibiti numerose star nel corso del tempo, tra cui possiamo ricordare Joséphine Baker.